# Satz von Arzelà-Ascoli
Der Satz von Arzelà-Ascoli, benannt nach Cesare Arzelà (1847–1912) in Erweiterung eines Satzes von Giulio Ascoli (1843–1896), ist ein wichtiger Satz in der Funktionalanalysis. Er beantwortet die Frage, welche Teilmengen in bestimmten Funktionenräumen (relativ) kompakt sind.

## Aussage (skalarwertiger Fall)
Sei {\displaystyle X} ein kompakter topologischer Raum und {\displaystyle F\subseteq C(X)} eine Teilmenge stetiger reell- oder komplexwertiger Funktionen {\displaystyle f\colon X\to \mathbb {K} }. Dann gilt:
Die Teilmenge {\displaystyle F} ist genau dann relativ kompakt im Banachraum {\displaystyle C(X)}, versehen mit der Supremumsnorm, wenn {\displaystyle F} gleichgradig stetig ist und punktweise beschränkt ist, d. h. für jedes {\displaystyle x\in X} die Menge {\displaystyle \{f(x):f\in F\}} der Funktionswerte in {\displaystyle x} beschränkt in {\displaystyle \mathbb {R} } bzw. {\displaystyle \mathbb {C} } ist.
Die Bedeutung des Satzes von Arzelà-Ascoli zeigt sich im Vergleich zum Kompaktheitssatz von Riesz, der besagt, dass Kugeln in  unendlichdimensionalen Banachräumen nicht relativ kompakt sind. Trotzdem gibt es auch in unendlichdimensionalen Banachräumen viele kompakte Teilmengen und der Satz von Arzelà-Ascoli charakterisiert diese, zumindest im Spezialfall, dass der Banachraum von der Form {\displaystyle C(X)} ist.

## Beweisskizze (für obige „dann ... wenn ...“-Aussage im Falle, dassXein metrischer Raum ist)
Der Beweis benutzt das cantorsche Diagonalverfahren, in welchem auf rekursive Art partiell konvergente Teilfolgen konstruiert werden, um dann quer durch alle Teilfolgen eine überall konvergente Teilfolge zu erhalten.
Sei {\displaystyle \{f_{n}\}_{n\in \mathbb {N} }\subset F} eine beliebige Funktionenfolge in der Funktionenfamilie {\displaystyle F}. Zu zeigen ist, dass diese eine in {\displaystyle C(X)} konvergente Teilfolge enthält.
Dazu wählt man sich eine aufsteigende Folge von endlichen Teilmengen {\displaystyle A_{N}\subset A_{N+1}\subset X}, welche gegen eine Teilmenge {\displaystyle \textstyle A_{\infty }:=\bigcup _{N=1}^{\infty }A_{N}} „konvergiert“, welche in der kompakten Punktmenge {\displaystyle X} dicht ist.
Die Funktionenfolge, eingeschränkt auf eine solche Punktmenge, {\displaystyle \{f_{n,k}\}_{n\in \mathbb {N} }:=\{f_{n}{}_{|A_{k}}\}_{n\in \mathbb {N} }}, enthält nach Voraussetzung eine auf {\displaystyle A_{k}} konvergente Teilfolge, denn ein endliches kartesisches Produkt relativ kompakter Mengen ist wieder relativ kompakt.
Sei {\displaystyle (f_{n,0}=f_{n})_{n\in \mathbb {N} }} die nullte, gegebene Folge. Dann kann rekursiv, beginnend mit {\displaystyle N=1,2,\ldots }, in der Funktionenfolge {\displaystyle \{f_{n_{l},N-1}\}_{l\in \mathbb {N} }} eine Teilfolge {\displaystyle \{f_{n_{l},N}\}_{l\in \mathbb {N} }} ausgewählt werden, die auf der vergrößerten Punktmenge {\displaystyle A_{N}} konvergiert. Schlussendlich konvergiert nach dem Cantorschen Diagonal„trick“ die Diagonalfolge {\displaystyle \{f_{n_{N},N}\}_{N\in \mathbb {N} }} auf der dichten Teilmenge {\displaystyle A_{\infty }\subset X} gegen eine Funktion {\displaystyle f:A_{\infty }\to \mathbb {K} }.
Aus der gleichgradigen Stetigkeit folgt, dass die so erhaltene Grenzfunktion auf ganz {\displaystyle X} stetig fortgesetzt werden kann zu {\displaystyle {\bar {f}}\colon X\to \mathbb {K} }, und ebenfalls folgt, dass die Diagonalfolge auch in der Supremumsnorm gegen die so konstruierte Funktion konvergiert: {\displaystyle \lim _{N\to \infty }f_{N,N}={\bar {f}}} in {\displaystyle C(X)}, das heißt
{\displaystyle \lim _{N\to \infty }\left(\sup _{x\in X}\|f_{N,N}(x)-{\bar {f}}(x)\|_{Y}\right)=0}.

## Anwendungen

### Funktionalanalysis: Kompaktheit von Operatoren
Den Satz von Arzelà-Ascoli kann man dazu verwenden, nachzuweisen, dass ein Operator kompakt ist. Sei beispielsweise {\displaystyle L^{2}([0,1])} der Raum quadratintegrierbaren Funktionen, dann ist {\displaystyle F\colon L^{2}([0,1])\to C([0,1])} definiert durch
{\displaystyle F(x)(t):=\int _{0}^{1}(t^{2}+s^{2})(x(s))^{2}\mathrm {d} s}
ein nichtlinearer kompakter Operator. Für alle {\displaystyle t\in [0,1]} und alle {\displaystyle x\in L^{2}([0,1])} ist {\displaystyle F(x)(t)} von der Form {\displaystyle c_{1}t^{2}+c_{2}} und somit stetig. Des Weiteren gilt {\displaystyle |c_{1}|,|c_{2}|<\left\|x\right\|_{L^{2}(0,1)}}. Also gilt für beschränktes {\displaystyle U\subset L^{2}([0,1])} die Teilmengenrelation {\displaystyle F(U)\subset C([0,1])} und {\displaystyle F(U)} ist somit beschränkt und gleichgradig stetig. Daher kann man den Satz von Arzelà-Ascoli anwenden und erhält, dass die Menge {\displaystyle F(U)} relativ kompakt ist in {\displaystyle C([0,1])} bezüglich der Supremumsnorm. Deshalb bildet also {\displaystyle F} beschränkte Mengen auf relativ kompakte Mengen ab und ist somit ein kompakter Operator.

### Gewöhnliche Differentialgleichungen
Der Satz von Peano verwendet den Satz von Arzelà-Ascoli, um zu zeigen, dass die im Beweis verwendeten Operatoren relativ kompakt sind.

## Verallgemeinerungen

### Allgemeinere Wertebereiche
Anstelle von skalarwertigen Funktionen kann man auch Funktionen mit Werten in {\displaystyle Y} betrachten, wobei {\displaystyle Y} wahlweise ein normierter Vektorraum, ein topologischer Vektorraum, ein metrischer Raum oder ganz allgemein ein uniformer Raum sein kann. Der Funktionenraum {\displaystyle C(X,Y)} wird nach wie vor mit der Topologie der gleichmäßigen Konvergenz versehen. Es reicht dann allerdings nicht mehr aus, punktweise Beschränktheit zu fordern, sondern die Funktionenmenge muss punktweise relativ kompakt (in {\displaystyle Y}) sein. Genauer gilt:
Eine Teilmenge {\displaystyle F\subseteq C(X,Y)} ist relativ kompakt bezüglich der Topologie der gleichmäßigen Konvergenz, wenn sie gleichgradig stetig ist und für jedes {\displaystyle x\in X} gilt, dass {\displaystyle \{f(x):f\in F\}} im Raum {\displaystyle Y} relativ kompakt ist.

### Allgemeinere Definitionsbereiche
Es existieren auch Verallgemeinerungen, bei denen der kompakte Raum {\displaystyle X} durch einen allgemeineren topologischen Raum ersetzt wird. Hierbei ist dann aber der Funktionenraum mit der kompakt-offenen Topologie zu versehen, also der Topologie der gleichmäßigen Konvergenz auf kompakten Teilmengen.

#### Anwendung in der Differentialgeometrie: Kompaktheit des Raumes der Geodäten
Der Satz von Arzelà-Ascoli lässt sich verallgemeinern auf Familien gleichgradig stetiger Funktionen mit Werten in einer kompakten Mannigfaltigkeit {\displaystyle Y}.
Insbesondere kann man ihn anwenden auf Familien von Abbildungen {\displaystyle F\subset C(I,Y)} eines Intervalls {\displaystyle I\subset \mathbb {R} } in eine kompakte Riemannsche Mannigfaltigkeit {\displaystyle Y} und erhält, dass für feste {\displaystyle (L,A)} jede Familie von {\displaystyle (L,A)}-Quasigeodäten eine konvergierende Teilfolge besitzt. Die Konvergenz ist gleichmäßig, falls {\displaystyle I} ein endliches Intervall, und lokal gleichmäßig, falls {\displaystyle I=\mathbb {R} } ist. Man kann zeigen, dass für eine konvergente Folge von Geodäten der Grenzwert wieder eine Geodäte ist.
Für eine kompakte Mannigfaltigkeit {\displaystyle Y} ist der Raum aller Geodäten also kompakt bzgl. der kompakt-offenen Topologie.